# تپه گاو بار سفلی ۱
تپه گاو بار سفلی ۱ مربوط به عصر مفرغ - عصر آهن - سده‌های متاخر دوران‌های تاریخی پس از اسلام است و در شهرستان ازنا، بخش جاپلق، دهستان جاپلق شرقی، ۸۰۰ متری شمال شرقی روستای گاو بار سفلی واقع شده و این اثر در تاریخ ۷ اسفند ۱۳۸۶ با شمارهٔ ثبت ۲۱۳۹۸ به‌عنوان یکی از آثار ملی ایران به ثبت رسیده است.